# Ingeborg Birgersdotter (Bjälboätten)
Ingeborg Birgersdotter, född omkring 1253, död 30 juni 1302, begravd i Mölln, var en hertiginna av Sachsen-Lauenburg, gift med Johan I av Sachsen-Lauenburg. Hon var dotter till svenske riksföreståndaren jarl Birger Magnusson och prinsessan Ingeborg Eriksdotter av Sverige.
Ingeborg Birgersdotter har fordom pekats ut som dotter till svenske kung Erik den läspe och halte. Detta beror på att hon i samtida tyska källor betecknas som filiam regis Suecie och filia Regis Sweonum. Hans Gillingstam har i sin uppsats "Utomnordiskt och nordiskt i de äldsta svenska dynastiska förbindelserna" (Personhistorisk tidskrift 1981, s. 2) påvisat att uppgiften om att hertig Johans av Sachsen-Lauenburg gemål Ingeborg var dotter till den 1250 avlidne svenske kungen Erik "läspe och halte" torde kunna korrigeras till att hon i stället var dotter till dennes syster Ingeborg i hennes äktenskap med Birger jarl.
Ingeborg Birgersdotter gifte sig omkring 1270 med hertig Johan I av Sachsen-Lauenburg (död 1286). Paret fick följande barn:
1. Helene av Sachsen-Lauenburg (omkring 1272–1337), gift 1. med greve Günther IX av Schwarzburg-Blankenburg (död 1289), gift 2. med greve Adolf VI av Holstein (död 1315)
2. Elisabeth av Sachsen-Lauenburg (omkring 1274–1306), gift med hertig Valdemar av Schleswig (död 1312)
3. Johan II av Sachsen-Lauenburg (omkring 1280–1322), hertig av Sachsen-Lauenburg
4. Albrecht I av Sachsen-Lauenburg (omkring 1281–1308), hertig av Sachsen-Lauenburg
5. Erik I av Sachsen-Lauenburg (1280/1282–1361), hertig av Sachsen-Lauenburg (en ättling var Katarina av Sachsen-Lauenburg, gift med Gustav Vasa och mor till Erik XIV)
6. Sophie av Sachsen-Lauenburg (död 1319), priorinna i Plötzkau